# NGC 5433
NGC 5433 é uma galáxia espiral (Sd) localizada na direcção da constelação de Canes Venatici. Possui uma declinação de +32° 30' 37" e uma ascensão recta de 14 horas, 02 minutos e 36,1 segundos.
A galáxia NGC 5433 foi descoberta em 20 de Março de 1787 por William Herschel.